# アルミーダ (ロッシーニ)
『アルミーダ』（Armida）は、トルクヮート・タッソーの叙事詩『解放されたエルサレム』を基に、ロッシーニが1817年11月11日にナポリのサン・カルロ劇場で発表した3幕のオペラ・セリア。台本はジョヴァンニ・シュミットによる。

## 上演史
1816年、ナポリのサン・カルロ劇場は、火災により焼失した。その後、修復工事が行われ、1817年11月11日にそのこけら落としとして、上演されたのが、本作品であった。初演のキャストは以下の通りである。
| 役名                                               | 1817年初演時のキャスト   |
| -------------------------------------------------- | ------------------------ |
| アルミーダ, ダマスクスの女王にして魔法使い         | イサベラ・コルブラン     |
| リナルド, 十字軍の騎士                             | アンドレア・ノッツァーリ |
| ジェルナンド, リナルドのライバル                   | クラウディオ・ボノルディ |
| ウバルド, リナルドをアルミーダより救おうとする騎士 | クラウディオ・ボノルディ |
| カルロ, ウバルドの仲間で、騎士                     | ジュゼッペ・シッチマーラ |
| ゴッフレード, 十字軍騎士たちのリーダー             | ジュゼッペ・シッチマーラ |
| エウスターシオ, リナルドの友人。ゴッフレードの弟   | ガエターノ・チゾッラ     |
| イドラオテ, アルミーダの叔父にして、ダマスクスの王 | メケーレ・ベネディッティ |
| アスタロッテ, アルミーダが使う妖魔たちのリーダー   | ガエターノ・チゾッラ     |

イサベラ・コルブランがロッシーニが作曲した中で、最も長くそして最も厳しい歌唱技術(あらゆる種類の至難なコロラトゥーラのパッセージを含む)を要求されるこの役を歌った。
特筆すべき楽曲は、アルミーダがリナルドを誘惑しながら歌う第2幕の「甘き愛の帝国では"D'amore al dolce impero" 」と第3幕におけるアルミーダとリナルドの二重唱である。また、リナルドを初めとする十字軍の騎士たちはテノールが当てられており、第3幕第1場のリナルド、カルロ、ウバルドの三重唱は、テノールだけで歌われるという非常に珍しい構成になっている。さらに、テノールのいくつかの役は1人2役になるように、楽譜上設定されているため1人の歌手にかかる負担が非常に大きくなっている。
初演後、1818年にヴェネツィアで1817年初演版より簡略化されたものが上演されている。また、1819年と1823年にはナポリにおいても再演された。1821年にはドイツ語ヴァージョンがウィーンで出版された。1827年と1836年にはハンブルクで1832年にはベルリンで上演された。1836年のハンブルクでの上演以後、長らく上演が途絶えていたが20世紀に入り復活上演が行われた。1952年4月26日のフィレンツェ五月音楽祭での上演がそれである。この時、タイトルロールを歌ったのがマリア・カラスで彼女は師であるトゥリオ・セラフィンの指揮のもとわずか5日間の練習期間でこの役をマスターしている。
カラス以後においては、1988年のエクサンプロヴァンス音楽祭での上演(ジャンフランコ・マシーニ指揮)が知られる。この時のタイトルロールは、ジューン・アンダーソンで、十字軍騎士たちには、ロックウェル・ブレイク、ラウル・ヒメネスなど当時を代表するロッシーニ・テノールたちがキャスティングされた。さらに、1993年のロッシーニオペラフェスティバルでは、ダニエレ・ガッティの指揮の元、ルネ・フレミング、グレゴリー・クンデらが出演した。

## 楽曲構成
- シンフォニア

### 第1幕
- 1 導入喜ばしく、輝かしい (合唱、ジェルナンド)
- 2 合唱暁の光でさえ、
- 3 四重唱みじめな！望みは絶たれました (アルミーダ、ゴッフレード、イドラオテ、ウスターシオ、合唱)
- 4 アリアどうして耐えられよう、この侮辱に (ジェルナンド)
- 5 二重唱愛！力強い名 (リナルド、アルミーダ)
- 6 第1幕フィナーレその大口に見合う勇気があるなら (リナルド、ジェルナンド、合唱、アルミーダ、ゴッフレード)

### 第2幕
- 7 合唱 アルミーダの逆らい難い声に惹かれ(妖魔たち)
- 8 合唱 炎と剣を帯び(アスタロッテ、妖魔たち)
- 9 二重唱 私はどこにいるのか？ (リナルド、アルミーダ)
- 10第2幕フィナーレ 甘い愛の帝国では (アルミーダ)
- 11バレエ(妖精たち)

### 第3幕
- 12 二重唱 穏やかな風のように (ウバルド、カルロ)
- 13 合唱 ここは穏やかで満ち足りた場所(妖精たち)
- 14 二重唱 甘き鎖よ (リナルド、アルミーダ)
- 15 三重唱 何と恥ずべき姿だ！ (リナルド、カルロ、ウバルド)
- 16 第3幕フィナーレ とてつもない苦しみ (アルミーダ、リナルド、カルロ、ウバルド、合唱)

## あらすじ[2]
- 第1幕第1場イェルサレムに近い戦場

十字軍のとある軍団。そこでは、隊長のドゥドーネが死に、後継者選びが行われようとしていた。(導入喜ばしく、輝かしい )騎士たちのまとめ役であるゴッフレードを中心に後継者を協議しようとしていると、ゴッフレードの弟エウスターツィオが現れる。彼は、高貴な女性が供を連れてやってきたことを告げる。そこへアルミーダが現れる(合唱暁の光でさえ、)。
その美しさに、騎士たちは見とれる中、彼女はダマスクスの女王としての地位を叔父のイドラオテが狙っているので、十字軍の勇士を私のために貸してくれと頼む(四重唱みじめな！望みは絶たれました)。 しかし、これは十字軍への復讐をもくろむイドラオテとアルミーダの陰謀であり当のイドラオテ自身がアルミーダの伴に変装して、この場に来ている。ゴッフレードは、当初難色を示すがアルミーダに魅了された騎士たちと弟エウスターツィオの願いに根負けして、これを引き受ける。ただし、ドゥドーネの後継者選びを終えてからという条件をつけた。アルミーダが退出すると、後継者選びが始まる。エウスターツィオは、リナルドを推薦し、全員が賛成しリナルドがドゥドーネの後継者となる。しかし、ジェルナンドは、1人だけ自分が推薦されなかったことを恨み、復讐を誓う(アリアどうして耐えられよう、この侮辱に)。
- 第1幕第2場人気のない荒野

アルミーダは、リナルドとよりを戻そうとし、リナルドを呼び出し誘惑する。リナルドは、十字軍の一員としての義務を果たすことが自分の望みで、愛に溺れている場合ではないと拒もうとするが、アルミーダは巧みに彼を誘惑する(二重唱愛！力強い名 )。2人が陶然としていると、ジェルナンドと騎士たちが現れ、英雄色を好む、勇士は女を口説くのが仕事かと侮辱する。怒ったリナルドが決闘を申込み、2人は激しく争う(第1幕フィナーレその大口に見合う勇気があるなら )。激しい争いの末、リナルドはジェルナンドを殺してしまう。驚いた騎士たちは、ゴッフレードを呼びに行く。アルミーダは、きっと厳罰に処せられるので、そのぐらいなら一緒に逃げましょうと口説く。しかし、リナルドはきちんと弁明をさせてくれと言い張り、その場に残ろうとする。ゴッフレードは、騎士たちから事情を聞いてやってくる。リナルドは、侮辱されたので名誉のために殺したと主張するが、ゴッフレードは彼を厳罰に処そうとする。見かねたアルミーダは、魔術を使いリナルドを逃がす。
- 第2幕不気味な森

アルミーダの手下で妖魔のアスタロッテとその手下たちが歌っている(合唱 アルミーダの逆らい難い声に惹かれ及び合唱 炎と剣を帯び)。そこへリナルドとアルミーダがやって来る。アルミーダは魔術で森を美しい楽園に変える。美しい妖精たちが、歌い踊る中アルミーダが愛を讃え歌う(第2幕フィナーレ 甘い愛の帝国では )。陶然となる2人の前で祝宴が繰り広げられる(バレエ)。
- 第3幕第1場美しい庭園

リナルドの仲間である騎士のカルロとウバルドが、美しい庭園に迷い込む。2人は、リナルドを探しにやってきたのだ。庭園の美しさに2人が夢中になっていると(二重唱 穏やかな風のように )、妖精たちが現れ彼らを誘惑する(合唱 ここは穏やかで満ち足りた場所)。しかし、2人は隠し持っていた黄金の棒を取り出し、彼女らを追い払う。そこへアルミーダとリナルドがやってくるので、カルロとウバルドは身を隠す。リナルドは、すっかりアルミーダとの関係に溺れている。しばらくするとイドラオテが現れ、アルミーダを呼び出す。1人残ったリナルドに、カルロとウバルドが現れ、英雄リナルドが何という様だと非難し、魔女の誘惑を克服し、十字軍に戻るよう説得する。リナルドは、2人の甲冑姿に自分の堕落した姿を見比べて情けなく思う(三重唱 何と恥ずべき姿だ！)。そして、再び十字軍に加わるべくアルミーダへの未練を感じながらも戦場へ戻る決心を固め、庭園を立ち去る。アルミーダが戻ると、リナルドの姿が無いことに衝撃を受けるが、彼を取り戻すために、後を追う。
- 第3幕第2場美しい海岸

リナルドが2人の騎士と戦場へ向かっていると、アルミーダが現れる。アルミーダは、あなたのためなら奴隷になっても構わないどうか連れて行ってと懇願する(第3幕フィナーレ とてつもない苦しみ)。リナルドは、心を動かされそうになるが、騎士としての義務があるとこれを拒み去る。衝撃で倒れるアルミーダ。アルミ-ダが気絶している間に、3人は立ち去る。意識を取り戻したアルミーダは、リナルドらが逃げたことに怒る。彼女は、アスタロッテら妖魔を呼び出し、リナルドを追い、自分が受けた苦しみを復讐すべく3人の騎士の後を追う。

## 録音及び映像
| 年   | キャスト                                                                                                   | 指揮者及び上演劇場 | レーベル                                 |
| ---- | --- | --- | ---------------------------------------- |
| 1952 | マリア・カラス, フランチェスコ・アルバネーゼ, アレサンドロ・ジリアーニ, ジャンニ・ライモンディ             | トゥリオ・セラフィン, フィレンツェ五月音楽祭管弦楽団及び合唱団 (ライブ録音。本作品における初録音である。)                          | Audio CD:Celestial Audio Cat: CA 167     |
| 1970 | クリスティーナ・ドイテコム, ピエトロ・ボタッツォ, オッターヴィオ・ガラヴェンタ, ベルナルディーノ・トロッタ | カルロ・フランチ, フェニーチェ劇場管弦楽団及び合唱団                                                                               | Audio CD: Mondo Musica Cat:MFOH 10291    |
| 1973 | クリスティーナ・ドイテコム, ウンベルト・グリッリ, リデンテ・コマッチォ, ウィリアム・マッキネイ             | カルロ・フランチ, ウィーン交響楽団及び合唱団                                                                                       | Audio CD:Celestial Audio Cat:CA 681      |
| 1985 | カティア・リッチャレッリ, カーティス・ラヤム, ヴィト・ゴッビ, ラウル・ヒメネス                             | ガブリエーレ・フェッロ, フェニーチェ劇場管弦楽団及び合唱団                                                                         | Audio CD:Celestial Audio Cat: CA 655     |
| 1988 | ネリー・ミリチョウ, ブルース・フォード, ラウル・ヒメネス, ラウル・ヒメネス                                 | クラウディオ・シモーネ, オランダラジオ交響楽団 (1988年9月24日、アムステルダムのコンセルトヘボウでの演奏会形式の上演を録音したもの) | Audio CD: Celestial Audio Cat: CA 494    |
| 1993 | ルネ・フレミング, グレゴリー・クンデ, ブルース・フォウラー, ドナルド・カーシュ                             | ダニエレ・ガッティ, ボローニャ歌劇場管弦楽団及び合唱団 (ロッシーニ・オペラフェスティバルにおけるライブ録音)                        | Audio CD: Sony Classical Cat: S3K 58 968 |
| 2010 | ルネ・フレミング, ローレンス・ブラウンリー, バリー・バンクス, ジョン・オズボーン                           | リッカルド・フリッツァ, メトロポリタン歌劇場管弦楽団及び合唱団 (メトロポリタン歌劇場での上演のライブ映像)                          | DVD: Decca 074 3416                      |